# Arthur C. Clarke
Arthur Charles Clarke, född 16 december 1917 i Minehead i Somerset i England, död 19 mars 2008 i Colombo i Sri Lanka, var en brittisk-lankesisk science fiction-författare. Hans mest kända verk är 2001 – En rymdodyssé, som skrevs som en roman samtidigt som filmen 2001 – Ett rymdäventyr producerades.
Arthur C. Clarkes författarskap omfattar inte enbart skönlitteratur, utan även realistiska prognoser och bedömningar av utveckling inom högteknologi. Clarke var den som väckte idén till satellitkommunikation, det vill säga att använda geostationära satelliter för att överföra radiosignaler. 
Från 1956 fram till sin död 2008 bodde Clarke i Colombo på Sri Lanka. Han överlevde tsunamikatastrofen i december 2004, men fick emellertid sin dykarskola förstörd.
Clarke arbetade några år som revisor innan han, mellan åren 1941 och 1946, tjänstgjorde i Royal Air Force. Han tog examen i fysik och matematik vid King's College London.

## Priser, utmärkelser och utnämningar
1972 belönades han med Nebulapriset för kortromanen A Meeting With Medusa, 1973 för romanen Möte med Rama (på eng. Rendezvous With Rama) och 1979 för romanen The Fountains of Paradise. SFWA valde att 1985 ge honom utmärkelsen Grand Master, en utmärkelse som senare bytt namn till Damon Knight Memorial Grand Master Award.
Han skulle adlas av den brittiska drottningen 1998, men rykten om pedofili utbröt och försenade det hela. Det visade sig att dessa rykten var falska och han adlades 2000.
Asteroiden 4923 Clarke  samt dinosauriearten Serendipaceratops arthurcclarkei från Inverloch i Australien är båda uppkallade efter honom. Dessutom har han fått en rymdsond, 2001 Mars Odyssey, uppkallad efter sina verk.
Geostationära banan kallas ibland för Clarkebanan då han 1945 lade fram förslaget att satelliter kunde placeras där.
1988 fick han diagnosen postpoliosyndrom och blev därefter tvungen att använda rullstol.
Inför sin 90-årsdag spelade han in en video med sina reflektioner och tog farväl av vänner och fans. Clarke avled klockan 01:30 på natten den 19 mars 2008, efter att ha haft problem med att andas.